# Joey Bosa
Joey Bosa (Fort Lauderdale, 11 luglio 1995) è un giocatore di football americano statunitense che milita nel ruolo di defensive end per i Buffalo Bills della National Football League (NFL).

## Carriera universitaria
Bosa al college giocò per tre stagioni (2013-2015) con gli Ohio State Buckeyes. Nella sua prima stagione disputò come titolare 10 gare su 14, facendo registrare 44 tackle e 7,5 sack. Fu nominato freshman All-American da Sporting News e College Football News. Nel 2014, Bosa fu premiato unanimemente come All-American, il 27º giocatore dei Buckeyes in 84 anni a riuscirvi. La sua annata si chiuse con 13.5 sack e 55 tackle, laureandosi campione NCAA dopo avere battuto in finale Oregon. L'anno successivo fu premiato nuovamente come All-American. Il 31 dicembre 2015 annunciò la propria intenzione di rendersi eleggibile nel Draft 2016.
Vittorie e riconoscimenti
- Campione NCAA (2014)
- All-American (2014, 2015)
- First-team All-Big Ten (2014, 2015)

## Carriera professionistica

### San Diego/Los Angeles Chargers

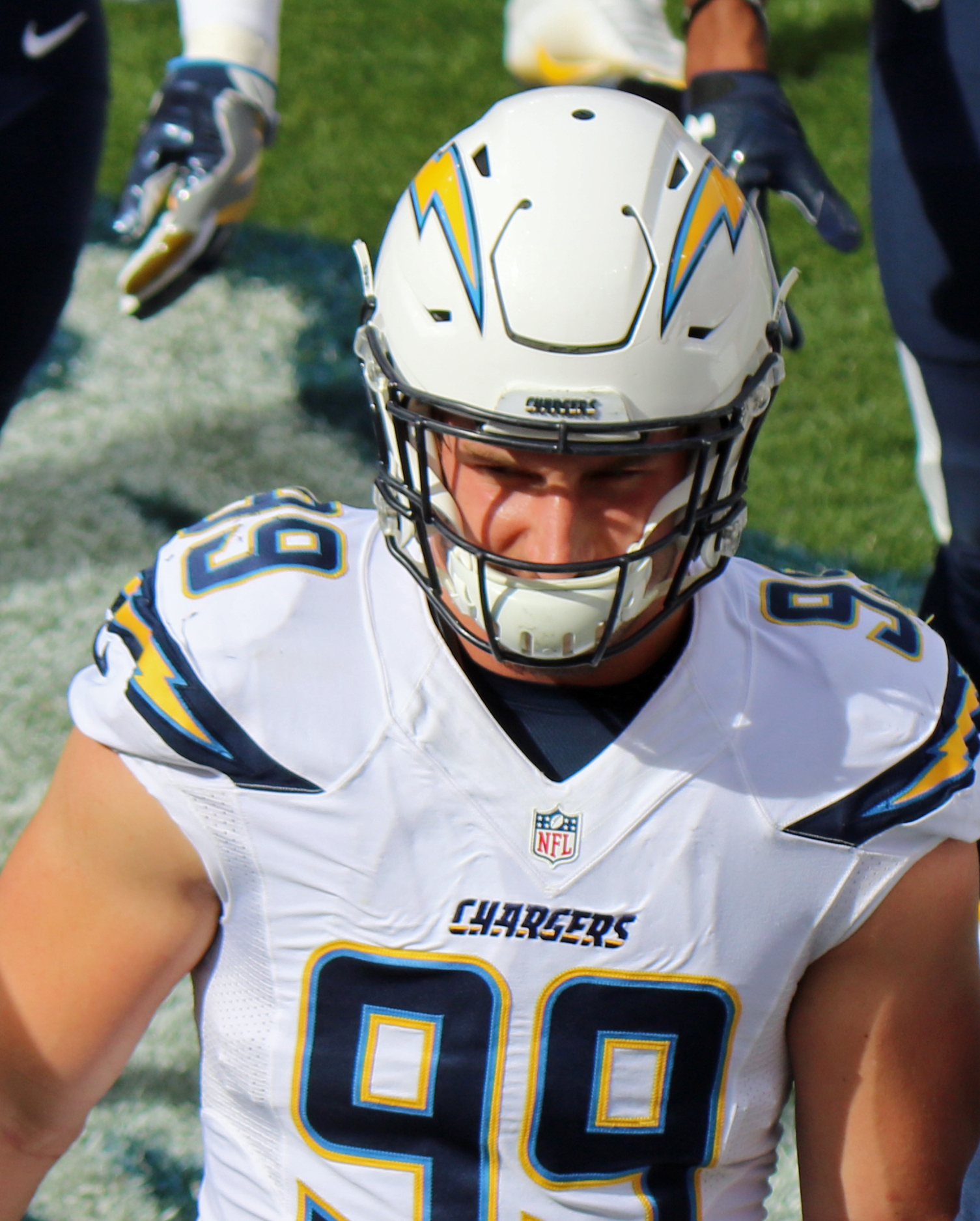
Bosa nel 2016

All'inizio del marzo 2016, Bosa era pronosticato per essere una delle prime dieci scelte nel Draft 2016. Il 29 aprile 2016 fu selezionato come terzo assoluto dai San Diego Chargers. Dopo avere scioperato per una disputa contrattuale, Bosa iniziò ad allenarsi con la squadra sul finire del training camp. Debuttò come professionista nella settimana 5 contro gli Oakland Raiders mettendo subito a segno due sack su Derek Carr. Altri due li fece registrare due settimane dopo, venendo premiato come rookie della settimana. Fu premiato come rookie difensivo del mese sia a ottobre che a dicembre, chiudendo la sua prima stagione con 41 tackle e 10,5 sack in 12 partite, tutte tranne una come titolare. Il 4 febbraio 2017 fu premiato come rookie difensivo dell'anno.
Il 29 ottobre 2017, col suo 19º sack in carriera, Bosa stabilì un nuovo record per il maggior numero nelle prime 20 gare in carriera.  A fine stagione fu convocato per il suo primo Pro Bowl.
Dopo un infortunio che gli fece perdere i primi due mesi di gioco, Bosa debuttò nella stagione 2018 nell'undicesimo turno mettendo a segno un placcaggio dopo avere giocato metà degli snap. La sua annata si chiuse con 5,5 sack in 7 presenze.
Nell'ottavo turno della stagione 2019 contro i Chicago Bears, Bosa mise a segno 2 sack e 4 tackle con perdita di yard, venendo premiato come difensore dell'AFC della settimana. Nello stesso turno il fratello Nick fu premiato come miglior difensore dell'altra conference. A fine stagione fu convocato per il suo secondo Pro Bowl dopo avere terminato con 11,5 sack.
Il 28 luglio 2020 Bosa firmò con i Chargers un rinnovo quinquennale del valore di 135 milioni di dollari, di cui 102 milioni garantiti, che lo resero il difensore più pagato della lega. Nella settimana 12 contro i Buffalo Bills mise a segno un nuovo primato personale di 3 sack nella sconfitta. A fine stagione fu convocato per il suo terzo Pro Bowl (non disputato a causa della pandemia di COVID-19) dopo avere chiuso con 7,5 sack.
Nel 2021 Bosa fu convocato per il suo quarto Pro Bowl dopo avere fatto registrare 10,5 sack ed essersi classificato secondo nella NFL con 7 fumble forzati.
Nella settimana 3 della stagione 2022 Bosa uscì dalla partita contro i Jacksonville Jaguars per un problema all'inguine che richiese un intervento chirurgico, venendo inserito in lista infortunati.
Il 5 marzo 2025 Bosa fu svincolato dai Chargers.

### Buffalo Bills
L'11 marzo 2025 Bosa firmó con i Buffalo Bills un contratto di un anno del valore di 12,6 milioni di dollari.

## Palmarès
- Convocazioni al Pro Bowl: 5

2017, 2019, 2020, 2021, 2024
- Rookie difensivo dell'anno - 2016
- Difensore dell'AFC della settimana: 1

8ª del 2019
- Rookie difensivo del mese: 2

ottobre e dicembre 2016
- Rookie della settimana: 1

7ª del 2016
- PFWA All-Rookie Team - 2016

## Vita privata
Il padre di Bosa, John Bosa, giocò nella National Football League dal 1987 al 1989. Suo fratello Nick Bosa è stato scelto come secondo assoluto nel Draft NFL 2019 e gioca nei San Francisco 49ers.